# Katastrofa lotu EgyptAir 804
Katastrofa lotu EgyptAir 804 (MS804/MSR804) – wypadek lotniczy, do którego doszło 19 maja 2016 nad Morzem Śródziemnym, około 290 kilometrów na północ od Aleksandrii. Śledztwo wykazało, że w kokpicie Airbusa A320 wybuchł pożar, który uszkodził przewody elektryczne i hydrauliczne. Wszyscy obecni na pokładzie zginęli.

## Samolot
Katastrofie uległ Airbus A320-232, wyprodukowany w 2003 roku o numerze seryjnym 2088. Samolot odbył pierwszy lot 25 lipca 2003, w liniach EgyptAir otrzymał numer rejestracyjny SU-GCC.
25 czerwca 2013 roku maszyna lądowała awaryjnie na lotnisku w Kairze. Zaraz po starcie z tego lotniska do Stambułu, kapitan zauważył informację o przegrzewającym się silniku, podjął więc decyzję o zawróceniu i awaryjnym lądowaniu.

## Przebieg lotu

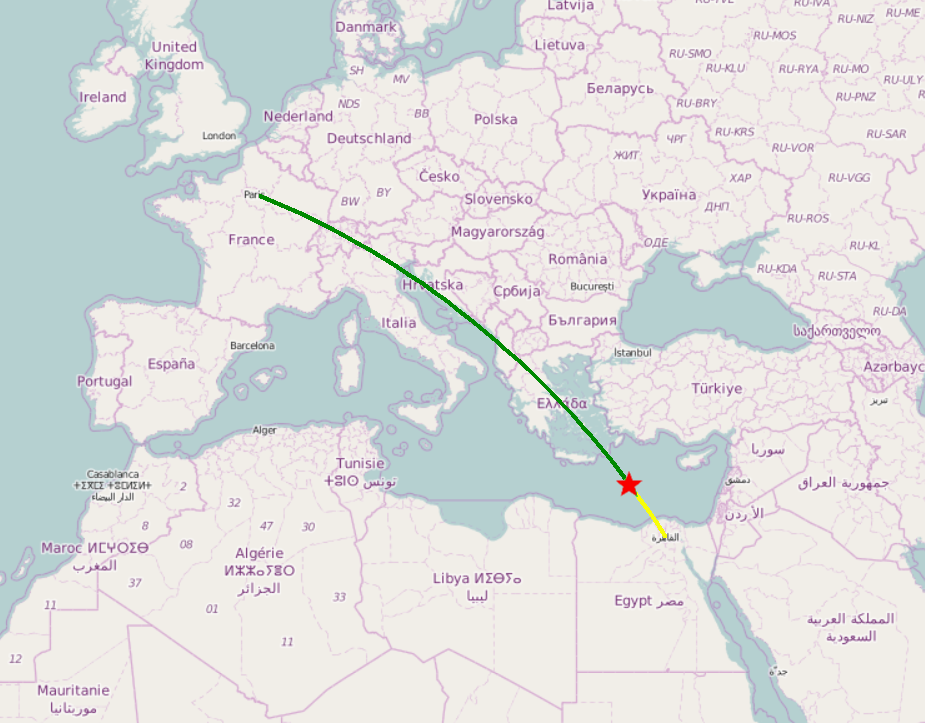
Trasa lotu EgyptAir 804. Normalny lot zaznaczono linią zieloną, czerwona gwiazda to miejsce utracenia kontaktu z samolotem, a żółta linia pokazuje jak powinien przebiegać dalszy lot

Samolot linii EgyptAir wystartował z Paryża 18 maja 2016 roku o godzinie 23:09 i miał wylądować w Kairze około godziny 3:15 czasu lokalnego.
Na wysokości około 11 300 metrów nad ziemią (37 000 stóp), po wejściu w egipską przestrzeń powietrzną, kontakt radiowy z samolotem został zerwany. Minister obrony Grecji Panos Kamenos oświadczył, że chwilę przed zerwaniem połączenia, maszyna wykonała skręt w lewo o 90 stopni, a następnie zatoczyła okrąg w prawo i opadła mniej więcej 7600 metrów (25 000 stóp), jednakże pilot nie nadał wezwania pomocy. Samolot całkowicie zniknął z radarów na wysokości około 3048 metrów (10 000 stóp).

## Poszukiwania wraku

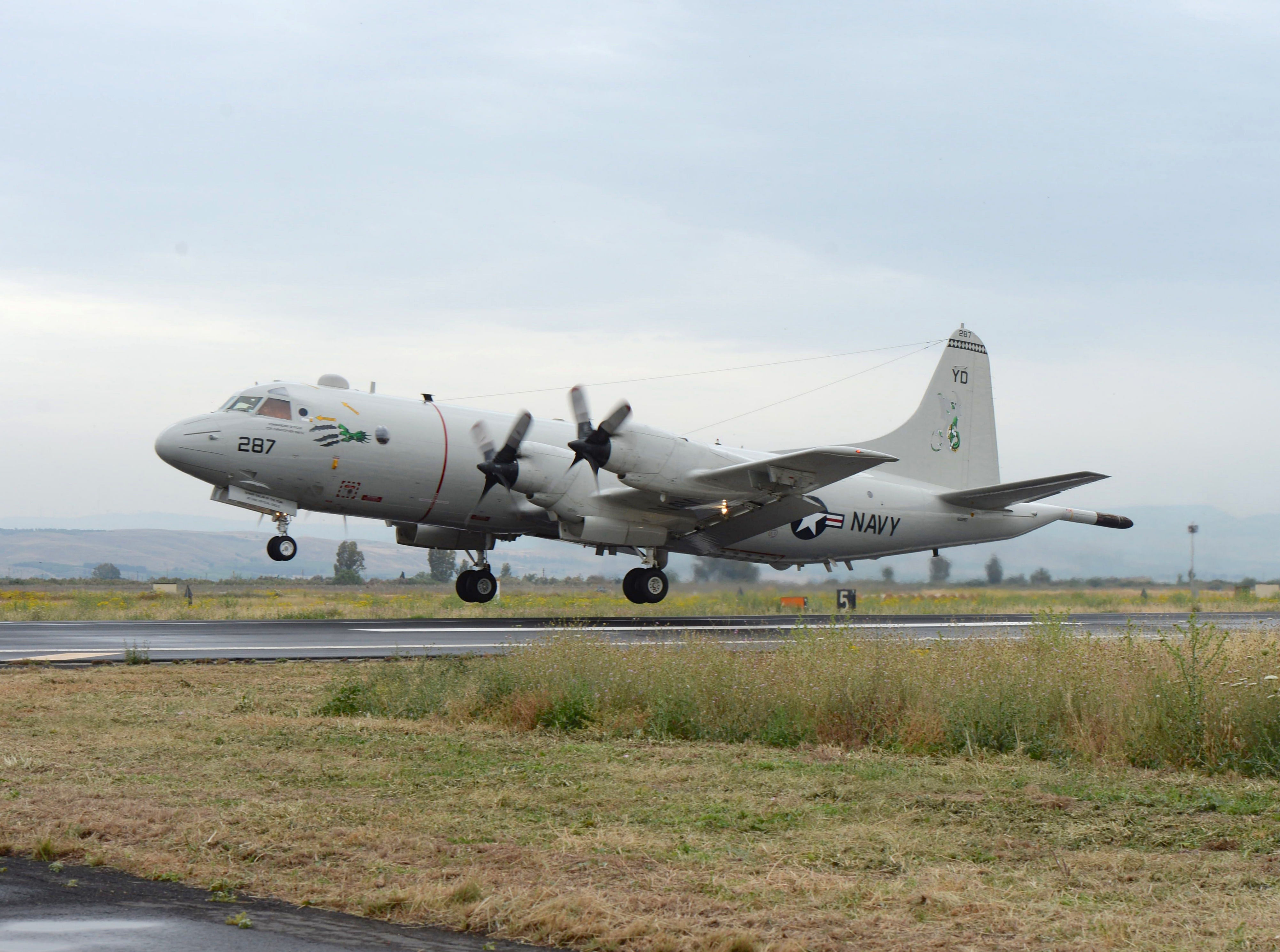
Lockheed P-3 Orion amerykańskiej US Navy skierowany do poszukiwań (zdjęcie wykonano 19 maja podczas startu z lotniska na Sycylii)

Od razu po otrzymaniu oficjalnych informacji na temat zaginięcia Airbusa A320 rozpoczęła się akcja poszukiwawczo-ratownicza greckich i egipskich służb. Jedyną potwierdzoną wtedy informacją było to, że samolot zniknął z radarów. Jeszcze tego samego dnia do poszukiwań samolotu został skierowany samolot US Navy. Samolot oraz statek do poszukiwań wysłało również brytyjska Royal Navy.
19 maja wieczorem greckie służby poinformowały o znalezieniu prawdopodobnych szczątków samolotu w okolicach greckiej wyspy Karpatos (stąd też pierwotnie ta lokalizacja była uważana za miejsce wypadku). Miały to być pomarańczowe i biało-niebieskie plastikowe elementy oraz przedmioty przypominające kamizelki ratunkowe. Informacje o znalezieniu szczątków potwierdziły linie EgyptAir. Jednak jeszcze tego samego dnia szef greckiej komisji bezpieczeństwa lotniczego zdementował te informacje i stanowczo zaprzeczył, jakoby znalezione szczątki pochodziły z zaginionego Airbusa A320. Pomimo tego, linie EgyptAir złożyły „kondolencje ofiarom katastrofy i wyraziły głęboki żal”.
20 maja o godzinie 11:00 rzecznik egipskich sił powietrznych oficjalnie potwierdził, że szczątki Airbusa A320 zostały zlokalizowane. Oświadczył, że znajdują się one w Morzu Śródziemnym około 290 kilometrów na północ od Aleksandrii. Grecki minister obrony Panos Kamenos poinformował także, że zostały odnalezione fragmenty siedzeń samolotowych, rzeczy osobiste oraz fragment zwłok. Tego samego dnia Europejska Agencja Kosmiczna poinformowała, że jeden z satelitów zarejestrował obraz, na którym widać długą na około 2 kilometry plamę unoszącą się na powierzchni wody, w pobliżu ostatniej znanej lokalizacji samolotu, która może być paliwem lotniczym Airbusa A320. Agencja zastrzegła jednak, że jest to tylko hipoteza i w związku z tym następnego dnia zostaną wykonane kolejne, dokładniejsze zdjęcia, w celu zweryfikowania tej teorii.

## Pasażerowie i załoga
Na pokładzie samolotu znajdowało się 56 pasażerów (w tym 3 dzieci) i 10 członków załogi (3 ochroniarzy, 5 stewardów i 2 pilotów). Wszyscy obecni na pokładzie zginęli.
Kapitan Mohamed Shoqeir spędził w powietrzu 6275 godzin, z czego 2101 godzin w Airbusie A320, a pierwszy oficer Mohamed Assem spędził w powietrzu 2766 godzin.
Zestawienie pasażerów i załogi według obywatelstwa:
| Obywatelstwo     | Pasażerowie | Załoga | Razem |
| ---------------- | ----------- | ------ | ----- |
| Egipt            | 30          | 10     | 40    |
| Francja          | 15          | –      | 15    |
| Irak             | 2           | –      | 2     |
| Algieria         | 1           | –      | 1     |
| Arabia Saudyjska | 1           | –      | 1     |
| Belgia           | 1           | –      | 1     |
| Czad             | 1           | –      | 1     |
| Kanada           | 1           | –      | 1     |
| Kuwejt           | 1           | –      | 1     |
| Portugalia       | 1           | –      | 1     |
| Sudan            | 1           | –      | 1     |
| Wielka Brytania  | 1           | –      | 1     |
| Razem            | 56          | 10     | 66    |